# Port Augusta
Port Augusta is een stad in de Australische deelstaat Zuid-Australië en ligt ongeveer 320 km ten noordwesten van Adelaide aan het noordelijke uiteinde van de Spencergolf.
In 1852 werd aan de natuurlijke haven in de Spencergolf de nederzetting Port Augusta gesticht. 26 jaar later begon hier de aanleg van The Ghan, de spoorlijn die Australië van zuid naar noord (Darwin) moest doorkruisen. Het eerste traject van de spoorlijn werd aangelegd tot aan Alice Springs. Pas in 2003 werd de zuid-noordverbinding voltooid.
Port Augusta is ook een stopplaats van de East West Transcontinental, de spoorverbinding die vanaf Port Augusta via de Trans-Australian Railway over de Nullarborvlakte naar Perth leidt. Ook de Whyalla-lijn loopt van en naar Port Augusta.
Ten noorden van de stad ligt het nationaal park Flinders Ranges.